# Memecylon tricolor
Memecylon tricolor är en tvåhjärtbladig växtart som beskrevs av William Grant Craib. Memecylon tricolor ingår i släktet Memecylon och familjen Melastomataceae.

## Underarter
Arten delas in i följande underarter:
- M. t. latifolium
- M. t. longipes